# カール・フォン・プロイセン
フリードリヒ・カール・アレクサンダー・フォン・プロイセン（ドイツ語: Friedrich Carl Alexander von Preußen, 1801年6月29日 - 1883年1月21日）は、プロイセンの王族、軍人。プロイセン陸軍の最終階級は歩兵大将。

## 生涯
フリードリヒ・ヴィルヘルム3世とルイーゼ・フォン・メクレンブルク＝シュトレーリッツの三男として、シャルロッテンブルク宮殿で生まれた。長兄はフリードリヒ・ヴィルヘルム4世、次兄はドイツ皇帝となるヴィルヘルム1世である。
カールは1811年に10歳でプロイセン陸軍の警備連隊の中尉として所属した。1822年、第12歩兵連隊長となり大佐に昇進し、1824年には少将に昇進した。1830年に近衛第2師団の師団長を務め、1832年には中将に昇進し、1844年に歩兵大将に昇進した。また彼は1848年と1858年には砲兵大将となった。
カールは1864年から1866年までマインツの知事を務めた。1852年には、聖ヨハネ騎士団ブランデンブルク大管区長となった。
1827年、ザクセン＝ヴァイマル＝アイゼナハ大公女マリーと結婚した。2人の間には3子が生まれた。
- フリードリヒ・カール・ニコラウス（1828年 - 1885年）
- マリア・ルイーゼ・アンナ（1829年 - 1901年） - 1854年、ヘッセン＝フィリップスタール＝バルヒフェルト方伯家家長アレクシスと結婚（1861年離婚）
- マリア・アンナ・フリーデリケ（1836年 - 1918年） - 1853年、ヘッセン＝カッセル方伯家家長フリードリヒ・ヴィルヘルムと結婚